# 上拾箇村
上拾箇村（かみじっかむら）は、愛知県西春日井郡にかつて存在した村である。
現在の北名古屋市北部（旧・西春町北部）に該当する。

## 歴史
- 1880年（明治13年）2月5日 - 春日井郡が東春日井郡と西春日井郡に分割され、この地域は西春日井郡となる。
- 1889年（明治22年）10月1日 - 弥勒寺村、徳重村、鍛冶ヶ一色村、北野村、法成寺村、宇福寺村が合併し、上拾箇村が発足。
- 1906年（明治39年）7月16日 - 九之坪村、下拾箇村と合併し西春村が発足。同日、上拾箇村廃止。